# Brissago TI
| TI ist das Kürzel für den Kanton Tessin in der Schweiz. Es wird verwendet, um Verwechslungen mit anderen Einträgen des Namens Brissago zu vermeiden. |

Brissago (im alpinlombardischen Ortsdialekt Brissagh [briˈsak], deutsch veraltet Brisa) ist eine politische Gemeinde und ein Dorf im Schweizer Kanton Tessin (Bezirk Locarno, Kreis Isole).

Brissago, historisches Luftbild von Werner Friedli (Fotograf) (1946)

## Geographie
Die Gemeinde liegt am nordwestlichen Ufer des Langensees, südwestlich von Ronco sopra Ascona und Ascona an der Grenze zu Italien. Sie besteht aus den Weilern Bassuno, Caccio, Cadogno, Cartogna, Corte di Mezzo, Gadero, Incella, Madonna di Ponte, Nevedone, Noveledo, Piazza, Piodina, Porta, Rossorino, Mergugno. und Tecetto sowie den Brissago-Inseln. Das Rathaus in der Ortsmitte steht auf einer Höhe von 197 m ü. M., der höchste Weiler, Mergugno, liegt auf 1037 m ü. M., und der höchste Punkt ist der Berggipfel des Gridone (2188 m ü. M.), der auf der Grenze zu Italien liegt.

## Klima
Es existiert eine Niederschlagsmessstation der MeteoSchweiz, sie befindet sich auf 280 m ü. M. an den Hängen der Gemeinde Brissago, in den oberen Ortsteilen. Sie wurde 1887 errichtet und hat seitdem zwei fehlende Monate in der Messreihe. Es ist ein Tagessammler, das heisst, dass die Daten in täglichem Intervall verfügbar sind.
Brissago ist nicht zuletzt dank den Brissago-Inseln bekannt, auf denen sich ein botanischer Garten befindet. Durch das milde Klima gedeihen rund 1500 verschiedene Pflanzenarten. Darunter sind Palmen, Bambus und Eukalypten. Der Garten wurde ab dem Jahre 1885 durch die Baronin Antoinette de Saint Léger angelegt und durch den Folgebesitzer der Inseln, den deutschen Kaufhausmillionär Max Emden, ab 1927 ausgebaut.

## Geschichte
Das Dorf wurde erstmals 1289 als Brixago erwähnt. Der Ortsname ist wahrscheinlich von dem lateinischen Personennamen Briccius abgeleitet.
Im 13. Jahrhundert wurde Brissago eine reichsunmittelbare Gemeinde mit eigenem Dorfrecht, eigenen Gemeindevorstehern (consoli), eigener Verwaltung und eigener Gerichtsbarkeit. Der Podestà wurde vorerst von den Mailänder Visconti ernannt und von 1342 bis 1798 von der Locarneser Adelsfamilie Orelli gestellt. 1520 erklärte sich Brissago zur unabhängigen Republik, unterwarf sich aber schon im folgenden Jahr der Herrschaft der zwölf eidgenössischen Orte, wobei es ein grosses Mass an Autonomie bewahren konnte.
Gegen Ende des 16. Jahrhunderts bildete die Brissager Familie der Baciocchi eine Gegenpartei zu den Rainaldi (Rinaldi) in Mailand und Brissago. Im Dienste beider Familien standen zahlreiche mailändische Banditen, die sogar die Schifffahrt auf dem Langensee unsicher machten. Es kam zu langen und blutigen Kämpfen, die zu einer Intervention des spanischen Gesandten auf der Tagsatzung zu Baden im November 1597 führten. In der Helvetik kam Brissago zum neu geschaffenen Kanton Lugano, der 1803 im heutigen Kanton Tessin aufging.
In Brissago steht seit 1856 eine Zigarrenfabrik (Neubau 1888). Das Grand-Hôtel Brissago wurde 1907 erstellt, 1971 wieder geschlossen und verfiel danach zusehends. 1983 brannte der Dachstuhl durch Brandstiftung ab. Die Ruine wurde 1993 abgerissen. 2003 entstand an dieser Stelle der neue Appartement-Wohnblock „Villa Bianca“.
Nach der Gründung der faschistischen Italienischen Sozialrepublik im September 1943 gelangten viele Flüchtlinge durch den südlich von Brissago gelegenen Grenzübergang Piaggio-Valmara in die Schweiz.
Neben der politischen und der Kirchgemeinde existiert eine eigenständige Bürgergemeinde. Bei einer Volksabstimmung im Jahr 2011 über eine – vom Kanton allerdings finanziell nicht unterstützte – Fusion der vier Gemeinden Ascona, Brissago, Losone und Ronco sopra Ascona sprach sich Brissago wie Ascona und Ronco gegen den Zusammenschluss aus.

## Bevölkerung
Einwohnerzahlen: Volkszählungsdaten

## Verkehr
Brissago ist mit einer Buslinie der Ferrovie autolinee regionali ticinesi (FART) öffentlich erschlossen. Der Bus Nummer 316 fährt vom Bahnhof Locarno, der in Muralto liegt, nach Ascona, dann durch den Asconatunnel dem Lago Maggiore entlang nach Porto Ronco und Brissago und zurück. Bis vor wenigen Jahren fuhr dieser Bus noch bis zum Ortsteil Brenscino oberhalb von Brissago, heute gibt es einen Ortsbus mit dem Namen Collina di Brissago (deutsch: Hügel von Brissago), der die drei Fraktionen oberhalb von Brissago bedient.
Zudem gibt es einen grenzüberschreitenden italienischen Bus nach Cannobio, Cannero Riviera und bis nach Verbania, der der Uferstrasse des Verbano, wie der Lago Maggiore in Italien heisst, entlang führt.
Die Schiffanlegestelle Brissago wird von April bis etwa Mitte Oktober von der Gestione Governativa Navigazione Laghi (Schifffahrt auf dem ganzen Langensee, italienische Gesellschaft) und seit 2019 auch von der Società Navigazione del Lago di Lugano (lokale Schifffahrt auf dem schweizerischen Seeteil, Schweizer Gesellschaft) angefahren und bedient. Die Schiffe fahren nordostwärts Richtung Locarno oder südwärts Richtung Cannobio, Maccagno und Verbania.

## Wirtschaft und Sozialeinrichtungen
Wirtschaftliche Grundlage Brissagos ist heute der Tourismus. Die Ufer- und Hügelzone der Gemeinde sind seit den 1960/70er-Jahren mit Zweitwohnungen überbaut. Der Zweitwohnungsanteil betrug 2014 69,4 %, daher ist der Bau weiterer Zweitwohnungen nach schweizerischer Gesetzgebung nicht mehr zulässig.
Die Zigarrenfabrik, in der unter anderem die Brissago originale genannten Virginiazigarren hergestellt werden, hatte ihren Höhepunkt in den ersten Jahrzehnten des 20. Jahrhunderts erreicht, als mehr als 600 Personen, meist Frauen, in der Tabakverarbeitung beschäftigt waren. Sie gehört seit 1999 zum Schweizer Tabakwarenkonzern Burger Söhne. Das zur Zigarrenfabrik gehörende Centro Dannemann bietet Räume für private und öffentliche Veranstaltungen.
Literarisch verewigt ist die Brissago originale in der Figur des Wachtmeisters Studer von Friedrich Glauser, der das Anzündezeremoniell genau beschreibt.
In Brissago befindet sich das Istituto Socioterapeutico La Motta, eine sozialtherapeutische Einrichtung.

## Sehenswürdigkeiten
Die Pfarrkirche Santi Pietro e Paolo, die im Dorfkern über dem Hafen steht, und die etwas auswärts, direkt am See liegende Kirche Madonna di Ponte bilden zwei der bedeutendsten lombardisch-toskanischen Renaissancebauten im Tessin.
- SS. Pietro e Paolo ist ein einschiffiger Bau mit polygonalem Chor, der von einer oktogonalen Tambourkuppel überhöht wird. Die Kirche wurde zu Beginn der 1530er-Jahre neu errichtet; die Hauptfassade mit Vorhalle und überhöhendem Palladiofenster stammt von 1665. Anlässlich der puristischen Renovation von 1969 wurde die gesamte nachträglich eingebaute barocke Innenausstattung entfernt. Auf dem malerischen Vorplatz wachsen jahrhundertealte Zypressen.[22][23]
- Madonna di Ponte ist ebenfalls ein einschiffiger Bau mit oktogonaler Tambourkuppel (stilistisch an Giovanni Antonio Amadeos Kuppel der Mailänder Kirche Santa Maria delle Grazie angelehnt) über dem polygonalen Chor. Die Kirche wurde zwischen 1526 und 1594 errichtet. Fast alle barocken Eingriffe und die gesamte Rokoko-Ausstattung von 1773 fielen der puristischen Renovation von 1950–1957 zum Opfer, und der Barockaltar wurde 1961 in eine Seitenkapelle versetzt, sodass die Kirche heute im Innern sehr nüchtern wirkt.[24]

Die einzige mittelalterliche Fassade Brissagos, das sogenannte Castello, hat sich an der Piazza Municipio erhalten. An der Via Pioda steht einer der aufwendigsten herrschaftlichen Barockbauten im Sopraceneri, der Palazzo Branca-Baccalà, entstanden in den Jahrzehnten um 1700. Im Haus ist heute ein dem Komponisten Ruggero Leoncavallo gewidmetes Museum untergebracht. Am Ufer liegen die Villa Gina oder Casa del Matti und die Casa Branca, beide aus dem 18. Jahrhundert, mit Schaufassaden gegen den See und Loggien im obersten Geschoss.
Anders als das Zentrum Brissagos, dessen Ortsbild stark unter der Verbreiterung und Tieferlegung der Kantonsstrasse in den 1960er-Jahren gelitten hat, haben sich die in erhöhter Lage befindlichen spätmittelalterlichen Dorfkerne der Weiler Piodina, Incella und Porbetto gut erhalten.
Am Strässchen von Incella nach Porta liegt der Sacro Monte di Brissago, eine bühnenartig inszenierte, ins Tal eingefügte Barockanlage. Deren Ursprünge gehen auf das frühe 18. Jahrhundert zurück. Die heutige Kirche Santa Maria Addolorata an prominenter Lage auf einem Felskopf wurde 1767–1773 errichtet, die Kalvarienkapelle mit drei monumentalen Kruzifixen ebenfalls 1767.
Zu den Brissago-Inseln, die im Inventar der schützenswerten Ortsbilder der Schweiz (ISOS) als schützenswertes Ortsbild der Schweiz von nationaler Bedeutung eingestuft sind, siehe den dortigen Artikel.

## Kultur
- Festival Ruggero Leoncavallo[31]
- Associazione Amiche e Amici dell’Arlecchino[32]

## Sport
- Associazione Calcio Brissago[33]
- Società Ginnastica Brissaghese[34]
- Velo Club Brissago
- Im 2002 errichteten Centro Dannemann fand die Schachweltmeisterschaft 2004 zwischen Wladimir Kramnik und Péter Lékó statt.
- Yachtsport-Resort. Marina und Segelbasis mit zertifizierter Segelschule; seit 2017 Teil des Nationalen Segelzentrums der Schweiz.

## Bilder

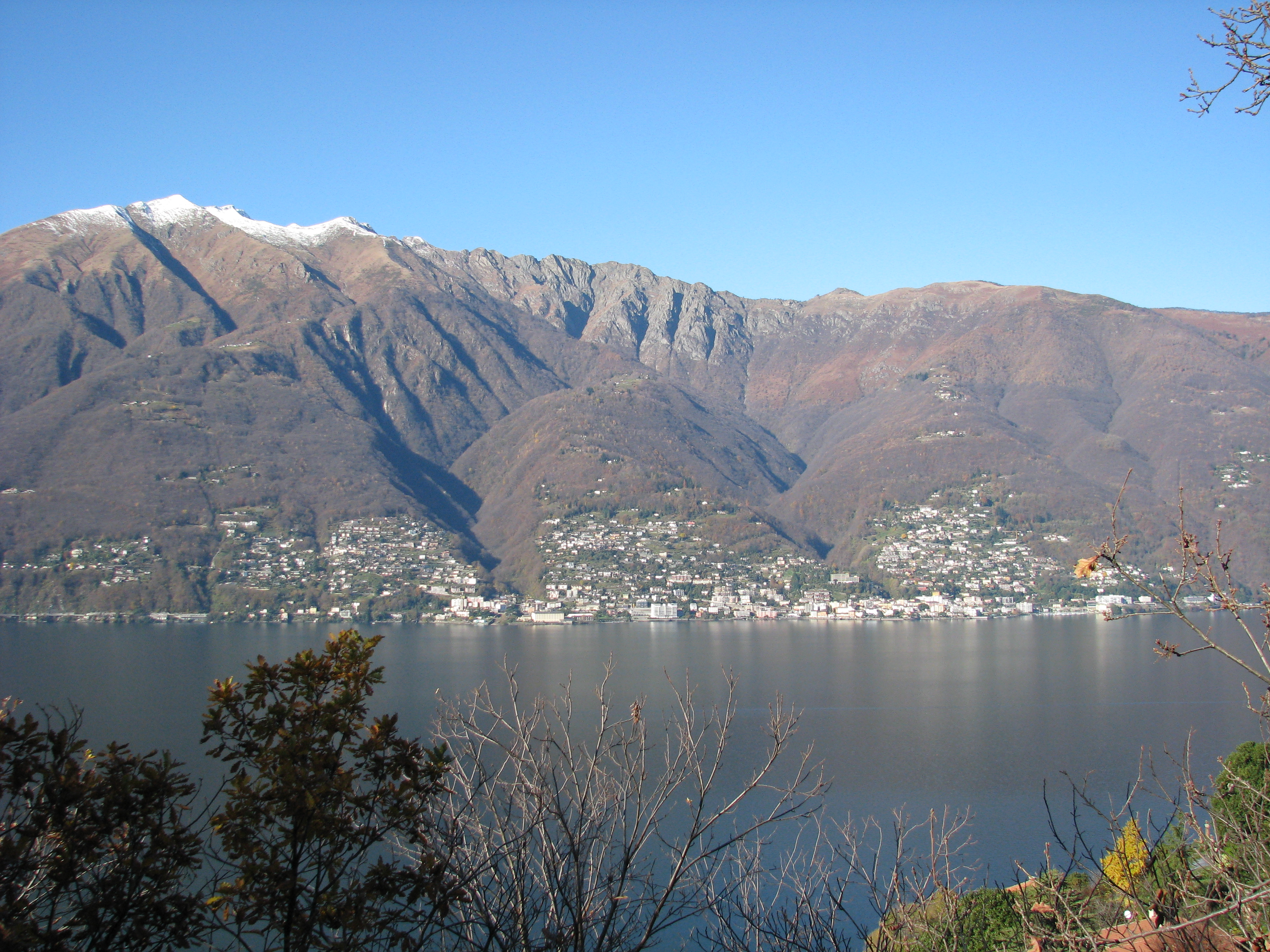
Brissago am Fusse des Berges Gridone, von Osten
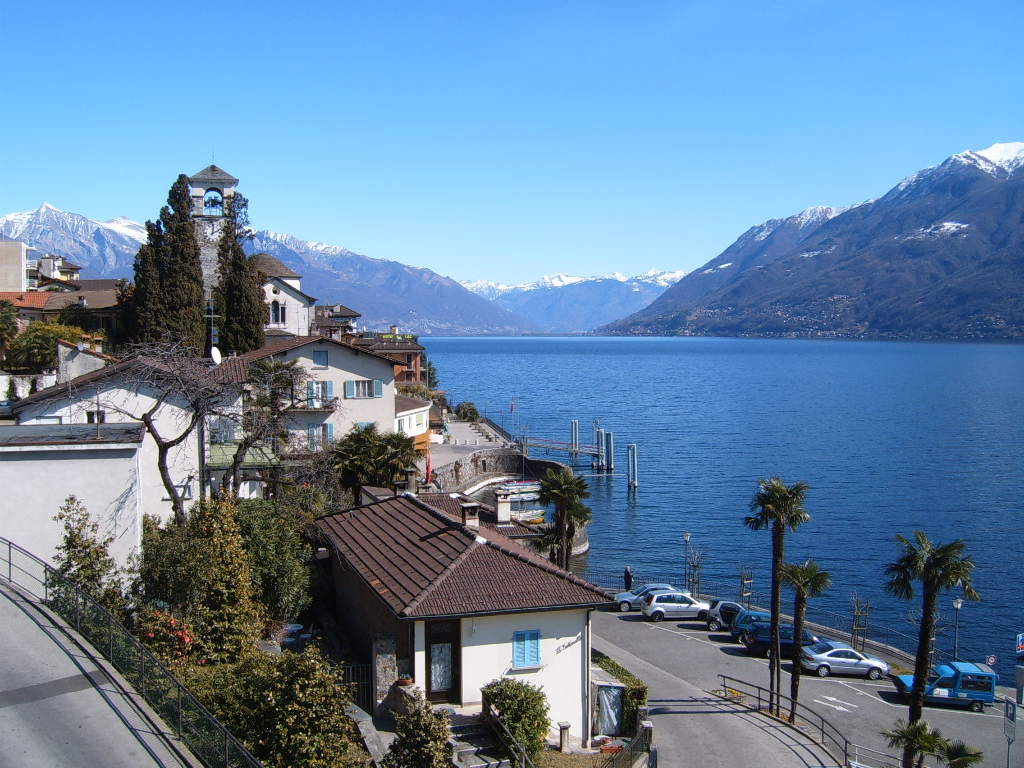
Brissago
Brissago, Dorfkern, historisches Luftbild von Werner Friedli (1964)
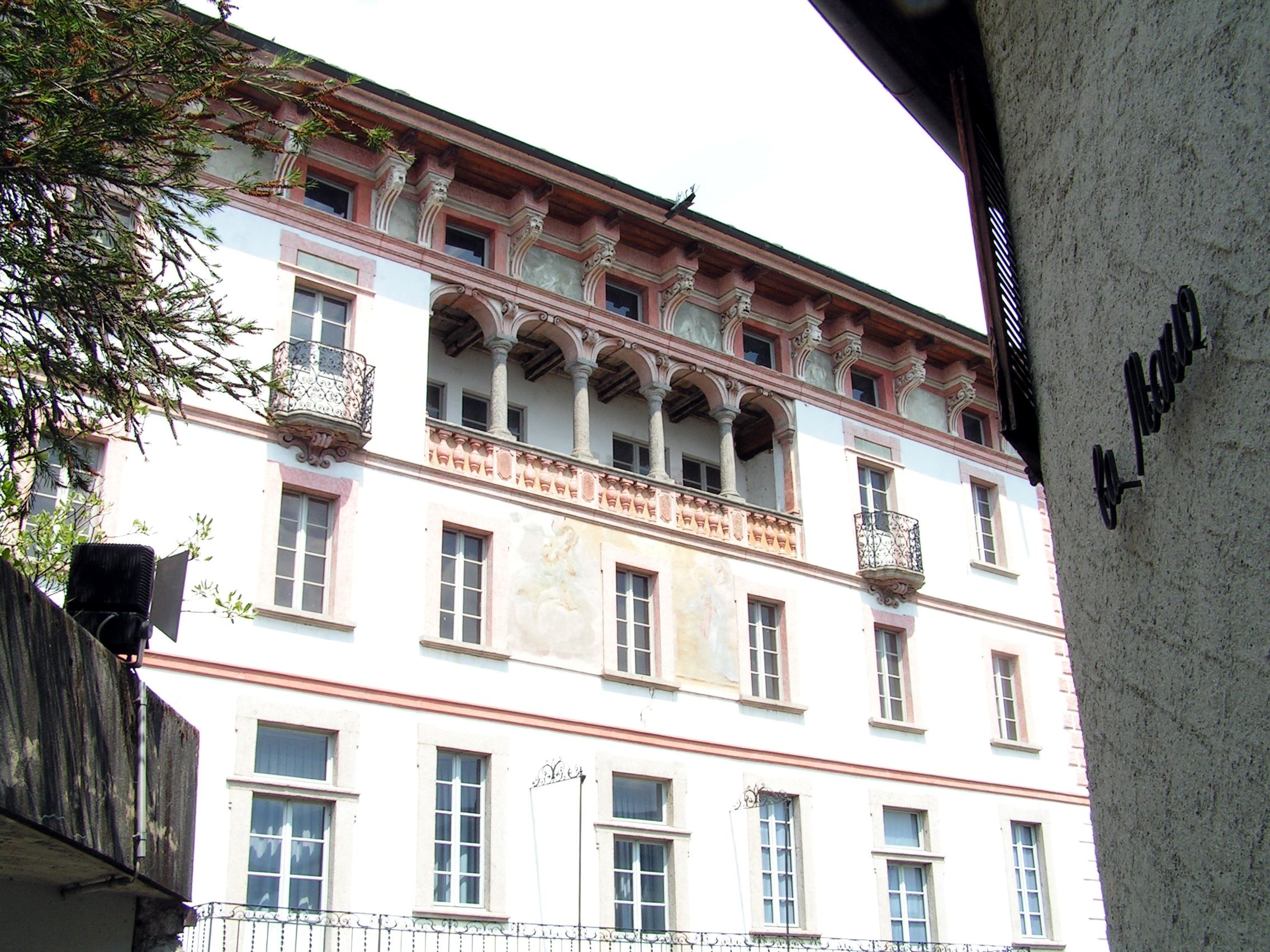
Wohnhaus Baccalà
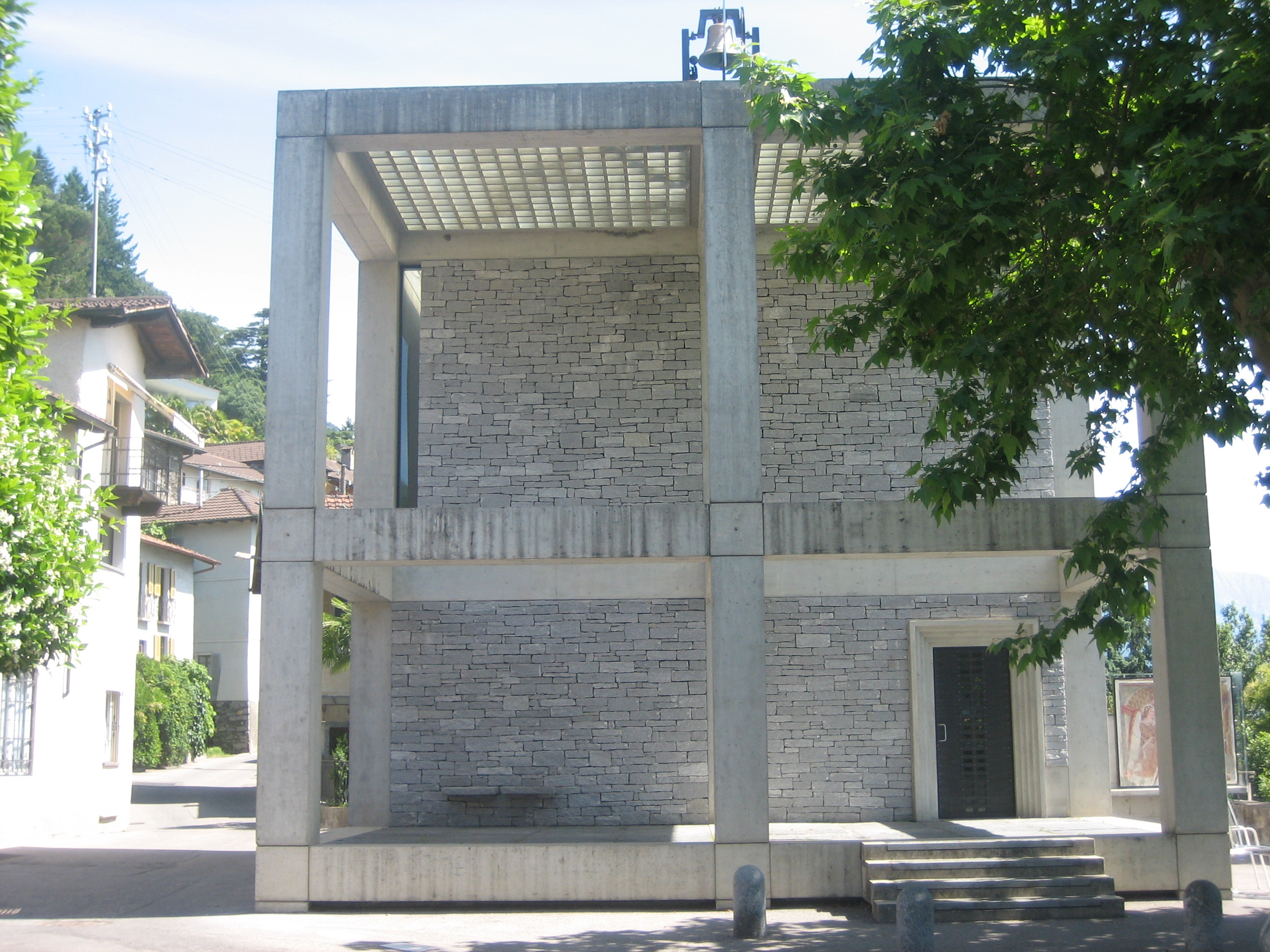
Kapelle im Ortsteil Porta, erbaut 1996 von Architekt Raffaele Cavadini
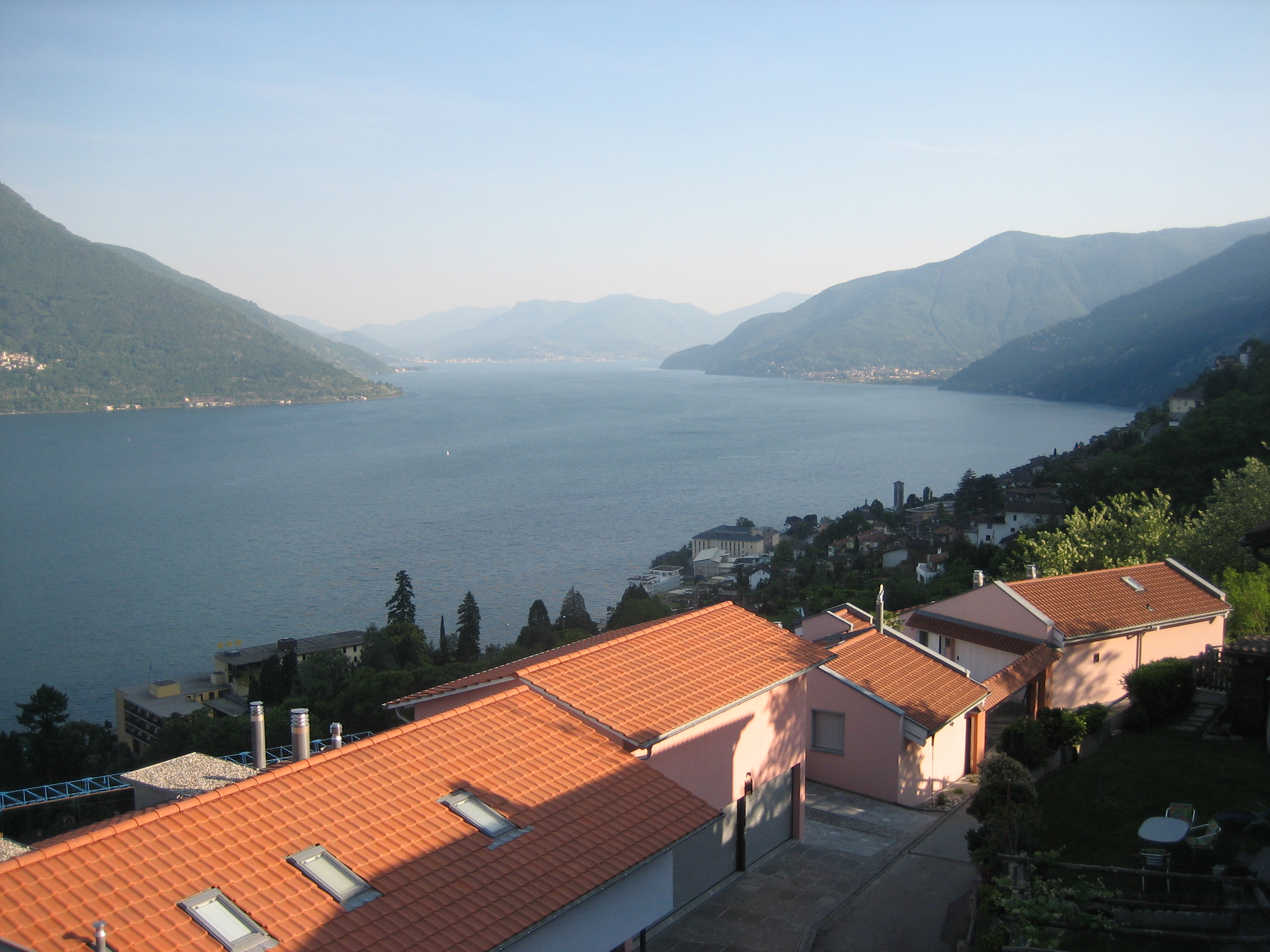
Blick vom Ortsteil Porta auf den Lago Maggiore
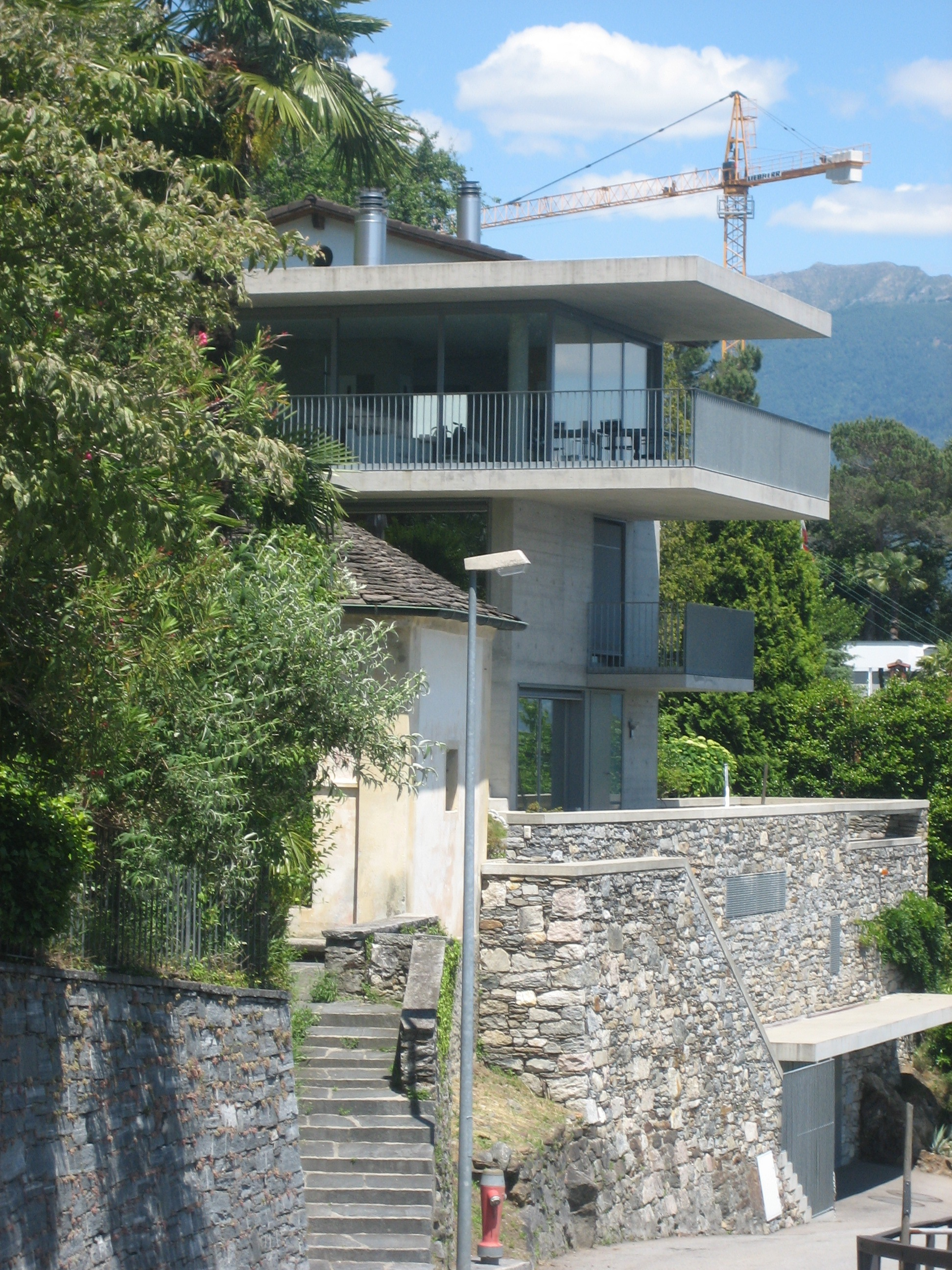
Casa Thür, 2003 erbaut nach Plänen von Michele Arnaboldi
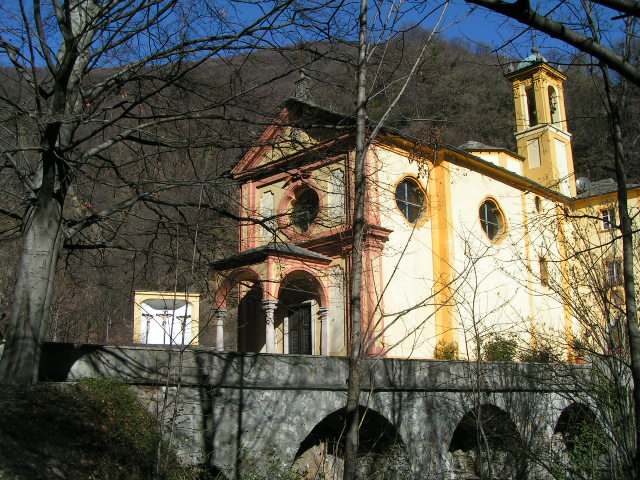
Sacro Monte
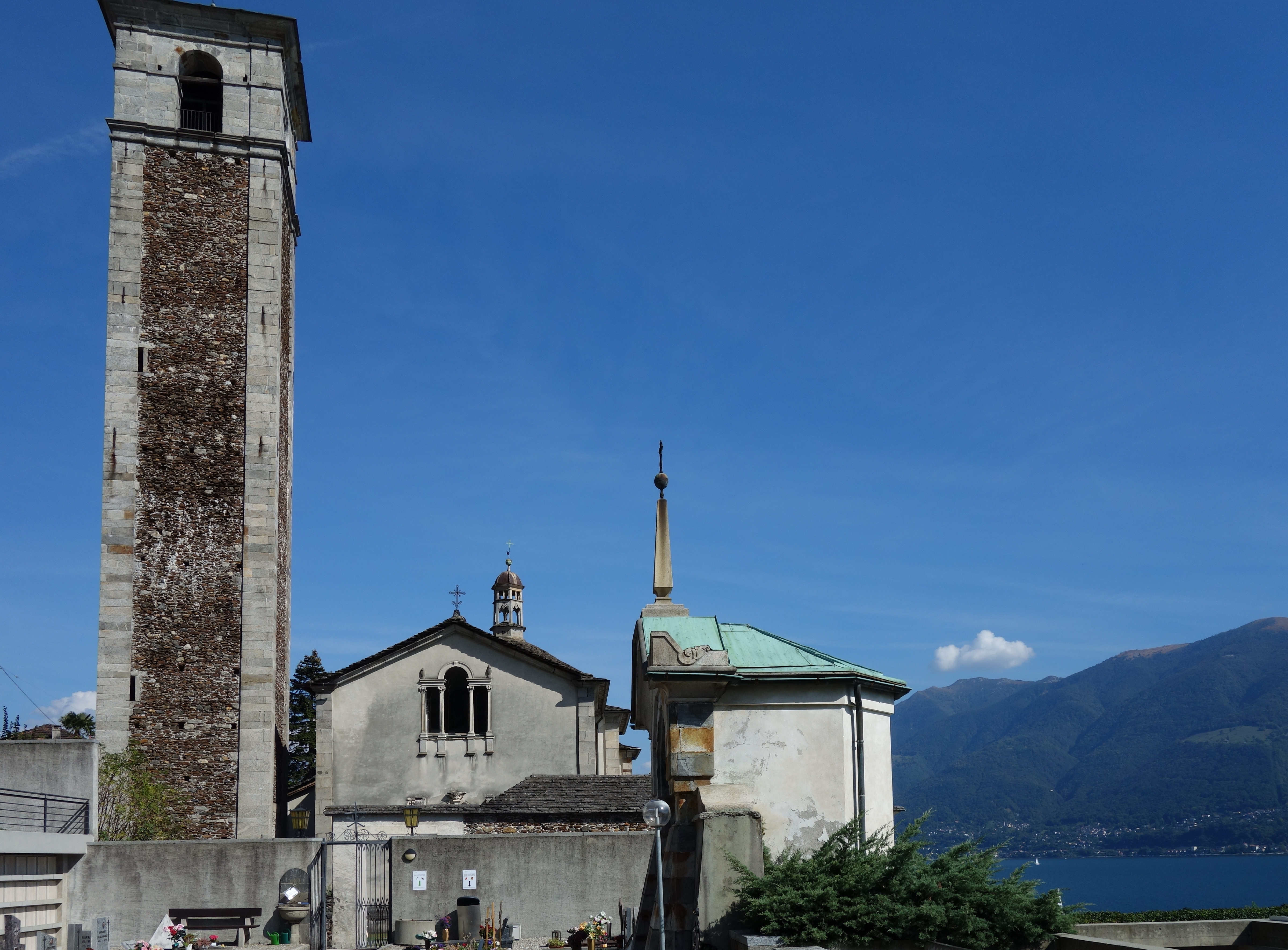
Kirche Madonna di Ponte mit Blick auf den Lago Maggiore
Brissago, Kirche Madonna di Ponte, Kuppel-Teil. Historisches Bild von Leo Wehrli (1940)
Brissago, vom Eisenbahner-Heim, Brenscino. Historisches Bild von Leo Wehrli (1940)